# Mistrzostwa Świata w Hokeju na Lodzie 2006
Mistrzostwa Świata w Hokeju na Lodzie 2006 – 70. edycja mistrzostw świata organizowane przez IIHF, która odbyła się po raz pierwszy na Łotwie. Turniej Elity odbył się w dniach 5-21 maja, a miastem goszczącym najlepsze drużyny świata była Ryga.
Czas i miejsce rozgrywania pozostałych turniejów:
- Dywizja I Grupa A: 23-30 kwietnia, Amiens (Francja)
- Dywizja I Grupa B: 23-30 kwietnia, Tallinn (Estonia)
- Dywizja II Grupa A: 27 marca-9 kwietnia, Sofia (Bułgaria)
- Dywizja II Grupa B: 27 marca-9 kwietnia, Auckland (Nowa Zelandia)
- Dywizja III: 24-29 kwietnia, Reykjavík (Islandia)

## Elita
| Msc. | Reprezentacja     |
| ---- | ----------------- |
|      | Szwecja           |
|      | Czechy            |
|      | Finlandia         |
| 4    | Kanada            |
| 5    | Rosja             |
| 6    | Białoruś          |
| 7    | Stany Zjednoczone |
| 8    | Słowacja          |
| 9    | Szwajcaria        |
| 10   | Łotwa             |
| 11   | Norwegia          |
| 12   | Ukraina           |
| 13   | Dania             |
| 14   | Włochy            |
| 15   | Kazachstan        |
| 16   | Słowenia          |

W tej części mistrzostw uczestniczy najlepsze 16 drużyn na świecie. System rozgrywania meczów jest inny niż w niższych dywizjach. Najpierw odbywa się faza grupowa, w której zespoły są podzielone w czterech grupach po cztery zespoły. Z każdej grupy awansuje po trzy drużyny do drugiej fazy grupowej, zaś najgorsze tj. z czwartych miejsc walczą o utrzymanie między sobą systemem kołowym (każdy z każdym). Dwie najsłabsze drużyny spadają do pierwszej dywizji. Dwanaście zespołów, jakie pozostaną w walce o medale, zostaną podzielone na dwie grupy po 6 zespołów. Mecze rozgrywane są systemem kołowym (każdy z każdym) z zaliczeniem wyników pierwszej fazy grupowej. Cztery najlepsze drużyny awansują do fazy pucharowej, gdzie przegrywająca drużyna nie liczy się w walce o tytuł mistrzowski.
Po raz pierwszy w historii mistrzostwa odbywały się na Łotwie, a po raz drugi w kraju byłego Związku Radzieckiego.
Hale, w których odbyły się zawody to: Arēna Rīga (o pojemności 10 500 miejsc) i Skonto Arena (o pojemności 6 500 miejsc)
Zawody odbyły się w dniach 5 - 21 maja 2006 roku. Pierwszym meczem, który odbył się na tych mistrzostwach to spotkanie pomiędzy Stanami Zjednoczonymi i Nowegii. W tymże meczu pierwszą bramkę w turnieju zdobył Tommy Jakobsen, który strzelił bramkę w trzynastej minucie i 32 sekundzie.
Królem strzelców mistrzostw został Sidney Crosby, który zdobył 8 bramek w dziewięciu rozegranych meczach, również w punktacji kanadyjskiej ten zawodnik był najlepszy, zdobył 16 punktów (8 bramek i 8 asyst). Do piątki gwiazd zaliczono: bramkarza reprezentacji Białorusi - Miezina, obrońców: Fina Nummelina i Szweda Kronwalla oraz napastników: Crosbiego, Rosjanina Owieczkina oraz Czecha Výbornego. MVP turnieju został wybrany Niklas Kronwall.

## Pierwsza dywizja
Grupa A
| Lp. | Drużyna         |
| --- | --------------- |
| 1   | Niemcy          |
| 2   | Francja         |
| 3   | Japonia         |
| 4   | Wielka Brytania |
| 5   | Węgry           |
| 6   | Izrael          |

Grupa B
| Lp. | Drużyna   |
| --- | --------- |
| 1   | Austria   |
| 2   | Litwa     |
| 3   | Polska    |
| 4   | Estonia   |
| 5   | Holandia  |
| 6   | Chorwacja |

W mistrzostwach pierwszej dywizji uczestniczyło 12 zespołów, które zostały podzielone na dwie grupy po 6 zespołów. Rozegrały one mecze systemem każdy z każdym. Zwycięzcy turniejów awansowali do mistrzostw świata elity w 2007 roku, zaś najsłabsze drużyny spadły do drugiej dywizji.
Grupa A rozgrywała swoje mecze w francuskim mieście Amiens w hali Coliséum. Turniej odbywał się w dniach 24 - 30 kwietnia 2006 roku.
Grupa B rozgrywała swoje mecze w estońskiej stolicy - Tallinnie. Turniej odbywał się w dniach 23 - 29 kwietnia 2006 roku. W Chinach swoje mecze rozgrywała reprezentacja Polski.

## Druga dywizja
Grupa A
| Lp. | Drużyna             |
| --- | ------------------- |
| 1   | Rumunia             |
| 2   | Bułgaria            |
| 3   | Belgia              |
| 4   | Serbia i Czarnogóra |
| 5   | Hiszpania           |
| 6   | RPA                 |

Grupa B
| Lp. | Drużyna          |
| --- | ---------------- |
| 1   | Chiny            |
| 2   | Korea Południowa |
| 3   | Australia        |
| 4   | Korea Północna   |
| 5   | Meksyk           |
| 6   | Nowa Zelandia    |

W mistrzostwach pierwszej dywizji uczestniczyło 12 zespołów, które zostały podzielone na dwie grupy po 6 zespołów. Rozegrały one mecze systemem każdy z każdym. Zwycięzcy turniejów awansowali do mistrzostw świata elity w 2007 roku, zaś najsłabsze drużyny spadły do drugiej dywizji.
Grupa A rozgrywała swoje mecze w bułgarskiej stolicy - Sofii w hali Hala Sportów Zimowych. Turniej odbywał się w dniach 27 marca - 2 kwietnia 2006 roku.
Grupa B rozgrywała swoje mecze w nowozelandzkim mieście - Auckland w hali Botany. Turniej odbywał się w dniach 3 - 9 kwietnia 2006 roku.

## Trzecia Dywizja
Grupa A
| Lp. | Drużyna    |
| --- | ---------- |
| 1   | Islandia   |
| 2   | Turcja     |
| 3   | Armenia    |
| 4   | Irlandia   |
| 5   | Luksemburg |

W mistrzostwach pierwszej dywizji uczestniczyło 5 zespołów. Rozegrały one mecze systemem każdy z każdym. Zwycięzcy turniejów awansowali do mistrzostw świata drugiej dywizji w 2007 roku. Turniej rozegrany został w stolicy Islandii - Reykjavíku w dniach 24 - 29 kwietnia 2006 roku w hali Laugardalur Arena.